# Boganida
La Boganida (in russo Боганида?) è un fiume della Russia siberiana settentrionale (Territorio di Krasnojarsk), affluente di sinistra della Cheta (bacino idrografico della Chatanga).
Nasce dalla confluenza dei due rami sorgentizi Kegerdi e Chopsokkon, che hanno le loro sorgenti nel lago Labaz; scorre attraverso la tundra del bassopiano della Siberia settentrionale, mantenendo direzione mediamente sudoccidentale. I principali affluenti sono Rassocha e Nižnij Ladannach, provenienti dalla destra idrografica.
Il fiume scorre in una zona pressoché disabitata e non incontra alcun centro urbano in tutto il suo corso; è gelato per lunghissimi periodi ogni anno, mediamente per circa otto mesi.

## Collegamenti
- (RU)  Боганида. In Grande enciclopedia sovietica, 1969-1978.
- (RU)  Река Боганида. Registro nazionale dei corpi idrici.